# Файєтт (округ, Техас)
29°52′ пн. ш. 96°56′ зх. д. / 29.86° пн. ш. 96.93° зх. д.
Округ Файєтт (англ. Fayette County) — округ (графство) у штаті Техас, США. Ідентифікатор округу 48149.

## Історія
Округ утворений 1837 року.

## Демографія
За даними перепису 2000 року загальне населення округу становило 21804 осіб, зокрема міського населення було 7906, а сільського — 13898. Серед мешканців округу чоловіків було 10549, а жінок — 11255. В окрузі було 8722 домогосподарства, 6047 родин, які мешкали в 11113 будинках. Середній розмір родини становив 2,97.
Віковий розподіл населення поданий у таблиці:
| Стать    | До 15 років | 15-21 | 22-29 | 30-39 | 40-49 | 50-65 | 65-85 | Понад 85 |
| -------- | ----------- | ----- | ----- | ----- | ----- | ----- | ----- | -------- |
| Чоловіки | 2072        | 996   | 782   | 1276  | 1623  | 1844  | 1713  | 243      |
| Жінки    | 1995        | 966   | 692   | 1305  | 1618  | 1836  | 2226  | 617      |

## Суміжні округи
- Лі — північ
- Вашингтон — північний схід
- Остін — схід
- Колорадо — південний схід
- Лавака — південь
- Ґонсалес — південний захід
- Колдвелл — захід
- Бастроп — північний захід

## Виноски
1. ↑  U.S. Decennial Census. United States Census Bureau. Архів оригіналу за 26 квітня 2015. Процитовано 26 квітня 2015.
2. ↑  Texas Almanac: Population History of Counties from 1850–2010 (PDF). Texas Almanac. Архів оригіналу (PDF) за 26 лютого 2015. Процитовано 26 квітня 2015.
3. ↑  State & County QuickFacts. United States Census Bureau. Архів оригіналу за 6 червня 2011. Процитовано 16 грудня 2013. [Архівовано 2011-06-06 у Wayback Machine.](англ.) Наведено за англійською вікіпедією.
4. ↑  American FactFinder. Бюро перепису населення США. Архів оригіналу за 26 лютого 2012. Процитовано 31 січня 2008. [Архівовано 2008-05-21 у Wayback Machine.]

| США | Це незавершена стаття з географії США. Ви можете допомогти проєкту, виправивши або дописавши її. |